# Dávid Hegedűs
Dávid Hegedűs (ur. 6 czerwca 1985 w Egerze) – węgierski piłkarz, występujący na pozycji pomocnika.